# Hacked – Kein Leben ist sicher
Hacked – Kein Leben ist sicher (I.T.) ist ein US-amerikanischer Thriller von Regisseur John Moore aus dem Jahr 2016. RLJ Entertainment veröffentlichte den Film am 23. September 2016 in den Vereinigten Staaten zeitgleich in Kinos und per Video-on-Demand.

## Handlung
Mike Regan ist ein durch eigene Kraft hochgekommener Magnat der Luftfahrtindustrie, der in einem hochmodernen Smart Home voll neuartiger Technologie mit seiner Frau Rose und der 17-jährigen Tochter Kaitlyn wohnt. Mit seinem Unternehmen plant Mike einen Börsengang und lässt dafür u. a. die umsatzsteigernde Software „Omni Jet“ entwickeln, für die er allerdings noch die Bewilligung durch die „United States Securities and Exchange Commission“ benötigt.
Mikes Tochter beklagt sich darüber, dass zu Hause das Funknetz zu langsam sei, und Mike fragt IT-Berater Ed Porter, den er in seiner Firma traf, ob er sich um dieses private Problem kümmern könne. Porter nimmt sich der Sache an und aktualisiert zudem das GPS-System in Mikes Pkw. Er erzählt, dass er für die NSA gearbeitet und an Militäraktionen in Kandahar teilgenommen habe. Nachdem er Mikes Tochter Kaitlyn kennengelernt hat, versucht er ihr näherzukommen und den Kontakt über soziale Medien zu intensivieren. Als Kaitlyn jedoch Porter ins Haus der Regans einlädt, wird er vom erzürnten Mike gefeuert und seine Karriereaussichten in der Firma sind beendet. Abgewiesen und auf Rache sinnend greift Porter nun über das Netz auf Mikes private Daten und seine intelligenten Geräte in seinem Haus zu und beobachtet die Familie mit den Sicherheitskameras. Die Tochter filmt er heimlich beim Duschen.
Zudem versendet er fingierte E-Mails an Mikes Kunden und die „Securities and Exchange Commission“ und gefährdet somit das wirtschaftliche Überleben von Mikes Unternehmen. In einem weiteren Angriff übernimmt er vollständig extern die Kontrolle über die Smart-Home-Technologie in Regans Haus und tyrannisiert die entsetzte Familie. Mit einem Mail-Spoofing-Angriff versetzt er Mikes Ehefrau Rose in Schrecken, als sie angeblich von ihrem Arzt informiert wird, dass bei einer Untersuchung eine Krebserkrankung festgestellt wurde. Als Mike herausfindet, dass Porter hinter den Angriffen steht, greift er ihn an und droht ihn umzubringen, falls dieser nicht seine Familie in Ruhe lässt.
Als weitere Schikane stellt Porter das heimlich gefilmte Video der nackten, masturbierenden Kaitlyn ins Netz, was einige ihrer Schulkameraden zu sehen bekommen. Sie fühlt sich zutiefst erniedrigt und gedemütigt und macht ihren Vater verantwortlich, der die Technologie im Haus installieren ließ. Erzürnt fährt Mike mit seinem PKW los, um Porter aufzusuchen, der jedoch über Funk das Bremssystem aktivieren kann und so einen Unfall auslöst.
Um dennoch irgendwie gegen Porter vorgehen zu können, erbittet Mike sich nun Hilfe von dem IT-Experten Henrik. Auf dessen Geheiß zerstört er sämtliche Smart-Technologien in seinem Haus, löscht komplett seine E-Mails, seine Bankkonten und gespeicherten Daten. Henrik findet auch heraus, dass Porters wirklicher Name Richard Edward Portman lautet und dessen Vater Selbstmord beging, als er sechs Jahre alt war, und dass die NSA-Behauptung ebenso falsch ist wie das gefälschte Kandahar-Foto.
Damit Mike die Möglichkeit erhält in Porters Wohnung Beweismaterial sicherstellen zu können, lockt Henrik mit fingierten Handynachrichten einer Serviererin, von der Porter besessen ist, diesen in ein Café. Während der Abwesenheit von Porter gelingt es Mike, in die Wohnung zu gelangen und einige USB-Stifte mit Beweisdaten zu erbeuten. Kurz vor der Rückkehr von Porter kann er die Wohnung verlassen. Porter begreift, dass es sich bei dem maskierten Mann, den er in seiner Wohnung sah, um Mike handeln muss. Daraufhin verletzt er sich selbst, um Mike zu beschuldigen ihn körperlich angegriffen zu haben. Damit erreicht er, dass die Polizei Mike verhaftet, als dieser ihr das Beweismaterial zur Verfügung stellen will, und dass das Beweismaterial nun als fragwürdig angesehen wird.
Die Polizei erlaubt Mike allerdings, in sein Haus zurückzukehren. Dort findet er Rose und Kaitlyn gefesselt und geknebelt vor und von Porter mit gezogener Waffe bedroht. Es kommt zu einem Kampf, bei dem es Mike gelingt Porter zu überwältigen und schwer zu verletzen. Auf die Bitte seiner Frau hin lässt er ihn am Leben.
Einige Zeit später sieht man, dass die Angestellten der Firma Mike und seiner Familie angesichts der erfolgreichen Entwicklung der Software applaudieren.

## Produktion
Der Film wurde zuerst im Oktober 2013 als ein Rache-Thriller angekündigt. Pierce Brosnan leitete das Projekt. Die Dreharbeiten dauerten vom 25. Juni 2015 bis zum 29. Juli 2015.

## Rezeption
Der Film wurde in der britischen Ausgabe des PC Magazine als erster IoT-Thriller bezeichnet und erhielt von dem Internet-Portal Filmstarts das Prädikat „solide“.